# Croton stanneum
Croton stanneum är en törelväxtart som beskrevs av Henri Ernest Baillon. Croton stanneum ingår i släktet Croton och familjen törelväxter. Inga underarter finns listade i Catalogue of Life.